# Evelásio Vieira
Evelásio Vieira (Indaial, 27 de novembro de 1925 – Blumenau, 28 de junho de 2004) foi um político, empresário e jornalista brasileiro.

## Biografia
Filho de Luís José Vieira e de Genésia Vieira foi casado com Elfrida Fisher Vieira. Estudou no Grupo Escolar Luís Delfino na cidade de Blumenau e se formou contador em 1962.
Seu primeiro trabalho foi em 1936 no jornal Cidade de Blumenau. Fundou o jornal O Gaspar em 1949 na cidade de Gaspar e foi o fundador também da Rádio Nereu Ramos em 1958 na cidade de Blumenau.
Como político, foi eleito vereador da Câmara Municipal de Blumenau, aonde esteve de 1963 a 1967, na época era filiado ao Partido Social Democrático (PSD). Com a extinção dos partidos pelo Ato Institucional nº 2 e a criação do bipartidarismo, ajudou a fundar o Movimento Democrático Brasileiro (MDB) em Blumenau.
Foi eleito deputado estadual da Assembleia Legislativa de Santa Catarina nas eleições de 1966, ocupando a função de 1967 até 1969, quando foi eleito prefeito de Blumenau.
Em 1974 foi eleito para o Senado Federal do Brasil representando o estado de Santa Catarina. Esteve no Senado até 1983, tendo presidido a Comissão de Agricultura e participado das Comissões de Educação e Cultura, Transportes, Comunicações e Obras Públicas.
Em novembro de 1979 com o fim do bipartidarismo, filiou-se ao Partido Popular (PP).
Quando de seu falecimento em 2004, o prefeito de Blumenau Décio Nery de Lima, decretou luto oficial no município. Em 2017 o Salão Nobre da Prefeitura de Blumenau passou a ser denominado pelo nome do político, conforme projeto de lei do Executivo.